# Маргарита Бургундская (королева Франции)
Маргарита Бургундская (фр. Marguerite de Bourgogne; 1290 — 30 апреля 1315) — королева Франции с 1314 по 1315 год (номинально).

## Биография
Родителями Маргариты были Робер II, герцог Бургундский и Агнесса Французская, дочь короля Франции Людовика IX Святого. 23 сентября 1305 года была выдана замуж за будущего короля Людовика X. В 1314 году на пару с Бланкой Бургундской была уличена в супружеской неверности и заточена в крепость Шато-Гайар, где, скорее всего, была убита, когда её мужу Людовику X понадобилось жениться вторично — на Клеменции Венгерской.
В отношении единственной дочери Маргариты — будущей королевы Наварры Жанны II — были сомнения, рождена ли она от Людовика или от конюшего Филиппа д’Онэ, любовника Маргариты. Эти сомнения сыграли не последнюю роль в деле отстранения Жанны от наследования короны Франции и принятии так называемого салического закона, который, в свою очередь, в конце концов привел к прерыванию основной ветви династии Капетингов и началу Столетней войны. Сама Жанна в качестве отступных получила титул правящей королевы Наварры, которая, в свою очередь, вновь становилась независимым королевством (и которую могла бы унаследовать только от Людовика, то есть этим самым её на деле признали законнорожденной).

## Маргарита в искусстве
Маргарита Бургундская является одной из героинь цикла исторических романов «Проклятые короли» французского писателя Мориса Дрюона. Образ Маргариты на экране был воплощен двумя французскими актрисами: Мюриель Батист в 1972 году и Элен Фильер в 2005 году.
Главная героиня пьесы Фредерика Гайярде «Нельская башня» (1832), полностью переделанной Александром Дюма. Образец французской романтической мелодрамы не имеет ничего общего с исторической правдой. Автор демонизировал Маргариту, приписав ей множество любовников, которые расплачивались жизнью за ночь, проведённую с королевой, подобно легендам о Клеопатре. В экранизации 1955 года Маргариту сыграла итальянская актриса Сильвана Пампанини.